# متلازمة الرجل اللطيف
متلازمة الرجل اللطيف (The Nice Guy Syndrome) نمط سلوكي نفسي يشير إلى صورة اجتماعية يرسمها الرجل عن نفسه أمام النساء خاصة، عبر معاملتهن بلطف بالغ، في انتظار مكافأة النساء له على هذه المعاملة إما بالذهاب إلى علاقة عاطفية أو جنسية معه، وعادةً ما يلجأ أصحاب هذه المتلازمة إلى الدخول في علاقات صداقة مع النساء بهدف الوصول أخيرًا إلى علاقة عاطفية أو جسدية، دون الاعتراف بذلك، ويفضل رجل متلازمة اللطف أن تعبّر أفعاله عن رغباته الخفية، ويؤمن أصحاب هذه المتلازمة أن العلاقة الوحيدة المسموح بها بين الرجل والمرأة هي العلاقة العاطفية الجنسية، ويرون أن الحفاظ على الصداقة بين الجنسين ما هو إلا استغلال صريح من المرأة، وتظهر هذه المتلازمة لدى الأشخاص الذين يعانون من تقدير منخفض للذات. وقد كتب المعالج روبرت غلوفر كتابًا يساعد في التخلص من هذه المتلازمة، وهو من أكثر الكتب مبيعًا للرجال بعنوان: "No More Mr. Nice Guy".

## مظاهرها
1. عدم تقبل الرفض، ومواجهته بالغضب الشديد
2. الكبت
3. الافتقار إلى الأمان النفسي
4. الميل إلى الكذب وإخفاء الحقيقة
5. الإفراط في الاهتمام بالآخر دون الانتباه إلى الحاجات الأولية للذات.[4]